# Casimir Zuraszek
Casimir Zuraszek, né le 26 février 1949 à Mazingarbe, est un footballeur français d'origine polonaise évoluant au poste d'attaquant.

## Biographie
Casimir Zuraszek dispute 75 matchs en Division 1 et inscrit 22 buts dans ce championnat. Il joue également 186 matchs en Division 2, inscrivant 53 buts à ce niveau.

## Carrière
- 1967-1976 :  RC Lens
- 1976-1978 :  SC Hazebrouck
- 1978-1981 :  CS Thonon[1]

## Palmarès
- Finaliste de la Coupe de France en 1975 avec le RC Lens
- Champion de France de Division 2 en 1973 avec le RC Lens